# 전미 도서 비평가 협회
전미 도서 비평가 협회(NBCC, National Book Critics Circle)는 700 명이 넘는 회원을 보유한 미국 비영리 단체 (501 (c) (3))이다. 이 협회는 매년 3월에 수여되는 일련의 문학상(literary award)인 '전미도서비평가협회상'(National Book Critics Circle Awards)으로 주로 알려진 미국 서평(書評, book review) 편집자 및 비평가들의 전문 협회이다.
이 조직은 1974년 4월 뉴욕에서 알곤퀸 라운드 테이블(Algonquin round table)을 전국적인 대화로 확장하려는 의도로 존 레오나드(John Leonard), 노나 발라키안(Nona Balakian) 및 이반 산드로프(Ivan Sandrof)에 의해 설립되었다.

## 전미 도서 비평가 협회
전미 도서 비평가협회상(National Book Critics Circle Awards)은 미국 전역의 도서 비평가 전문협회인 전미 도서 비평가협회(NBCC, National Book Critics Circle)가 매년 수여하는 대표적인 미국 문학상 수상작이다. 1976년 1월 16일 첫 NBCC 시상식이 발표되었다.

## 같이 보기
- 전미 영화 비평가 협회상
- 펜/포크너상
- 윌리엄 딘 하우얼스 메달
- 퓰리처상